# La Sơn, Tín Dương
La Sơn (chữ Hán giản thể: 罗山县, Hán Việt: La Sơn huyện) là một huyện của địa cấp thị Tín Dương, tỉnh Hà Nam, Cộng hòa Nhân dân Trung Hoa. Huyện này có diện tích 2065 km2, dân số năm 2002 là 710.000 người. Huyện lỵ đóng tại trấn Thành Quan.
Huyện Hoài Tân được chia ra các đơn vị hành chính:
- Trấn: Thành Quan, Chu Đường, Nam Can, Trúc Can, Thanh Sơn, Tử Lộ, Linh Sơn, Bành Tanan và Phan Tân.
- Hương: Long Sơn, Cao Điếm, Vưu Điếm, Đông Phô, Mãng Trương, Miếu Tiên, Chu Đường, Thiết Phô, Sơn Điếm và Định Viễn.